# Bojanov (Křižanov)
Bojanov (německy Bojanau) je malá vesnice, část městyse Křižanov v okrese Žďár nad Sázavou. Nachází se asi 4 km na východ od Křižanova. V roce 2015 zde bylo evidováno 14 adres. V roce 2001 zde trvale žilo 24 obyvatel.
Bojanov leží v katastrálním území Bojanov u Dolní Libochové o rozloze 1,64 km2.

## Název
Název se vyvíjel od varianty Boyanow (1358), Boianow a Boyanow (1366), Boyanow (1390, 1595), Boyannowa (1674), Boganow (1718), Poiannow (1720), Boganow (1751) až k podobě Bojanow (1846). Místní jméno znamenalo ves lidí Bojanových.